# Mũ lưỡi trai

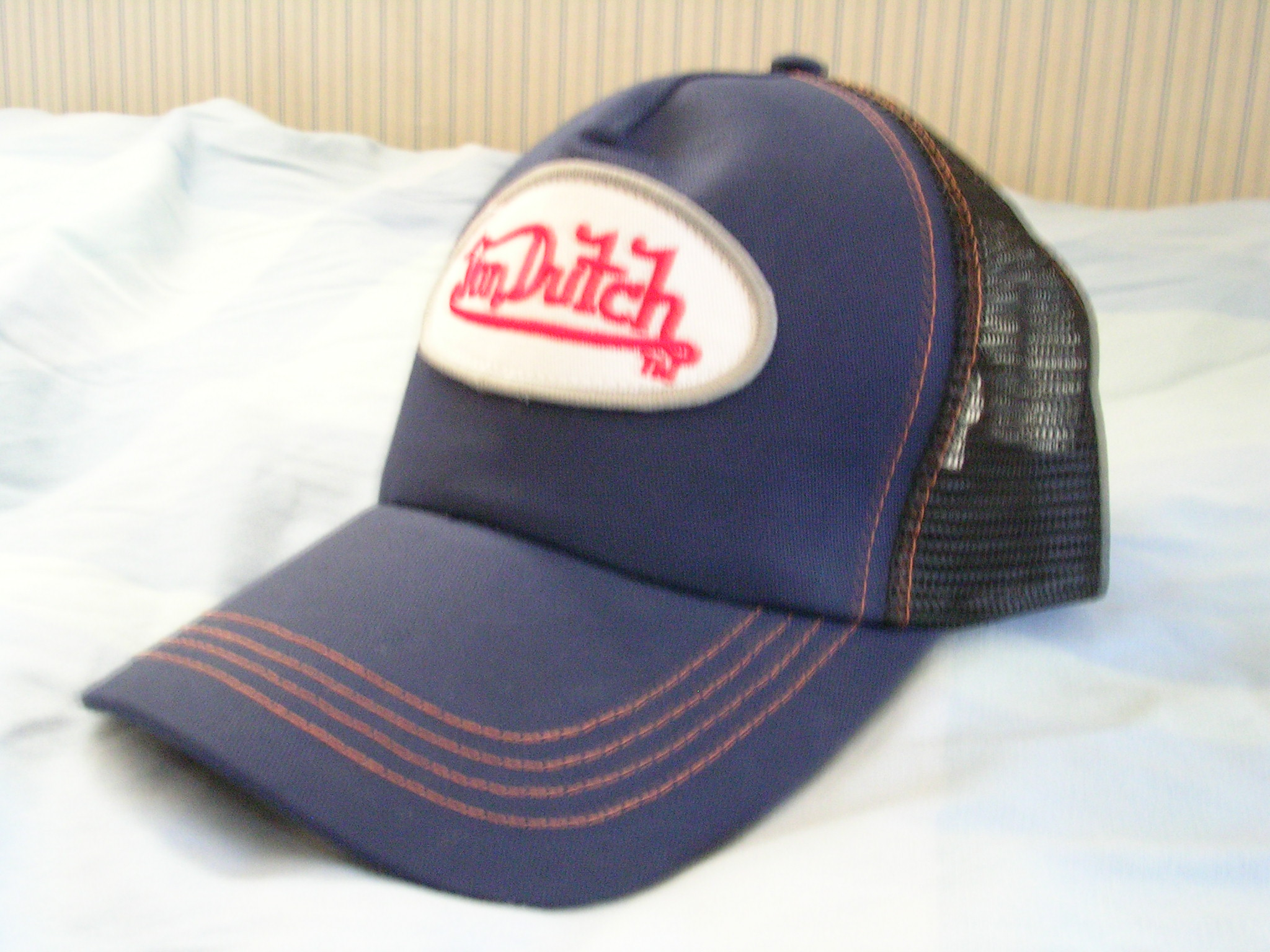

Mũ lưỡi trai (phương ngữ miền Bắc) hay nón kết (phương ngữ miền Nam) là một loại mũ (nón) được phổ biến rộng rãi ở nhiều quốc gia trên thế giới. Tên của loại mũ này được đặt theo hình dáng của mũ vì phần che nắng của mũ dài ra phía trước mặt khoảng 15 đến 20 cm và bầu bầu như cái lưỡi của con trai. Nó có ưu điểm là khả năng chống nắng.